# 도곡온천
도곡온천(道谷溫泉)은 대한민국 전라남도 화순군에 위치한 온천이다.

## 개요
광주광역시에서 아주 가까운 위치에 있어 사람들이 많이 찾는 온천이다. 1995년 개장한 온천으로 온천은 유황이 많이 함유된 중탄산온천이라 한다. 이 온천은 신경통, 관절염, 피부병 등에 효과가 있다고 한다.
현재 화순온천단지에는 모텔급 숙박시설들이 많이 들어서 있으며 이 숙박시설들이 대중탕을 운영하고 있어 쉽게 온천을 즐길 수 있다. 또 가까운 곳에 유명한 운주사와 쌍봉사 등의 명소가 있어 화순온천을 숙박지로 정해 화순군을 돌아보기에 좋은 위치에 있다. 화순군에서는 앞으로 이 도곡온천단지에 콘도와 호텔 등을 유치해 대형 온천단지로 개발할 계획이라 한다.

## 같이 보기
- 낙안온천